# Saint-André, Pyrénées-Orientales
Saint-André (în catalană Sant Andreu de Sueda) este o comună în departamentul Pyrénées-Orientales din sudul Franței. În 2009 avea o populație de 2.986 de locuitori.

## Evoluția populației
| An        | 1975  | 1982  | 1990  | 1999  | 2006  | 2009  |
| --------- | ----- | ----- | ----- | ----- | ----- | ----- |
| Populație | 1.016 | 1.718 | 2.123 | 2.519 | 2.712 | 2.986 |